# 月經稅

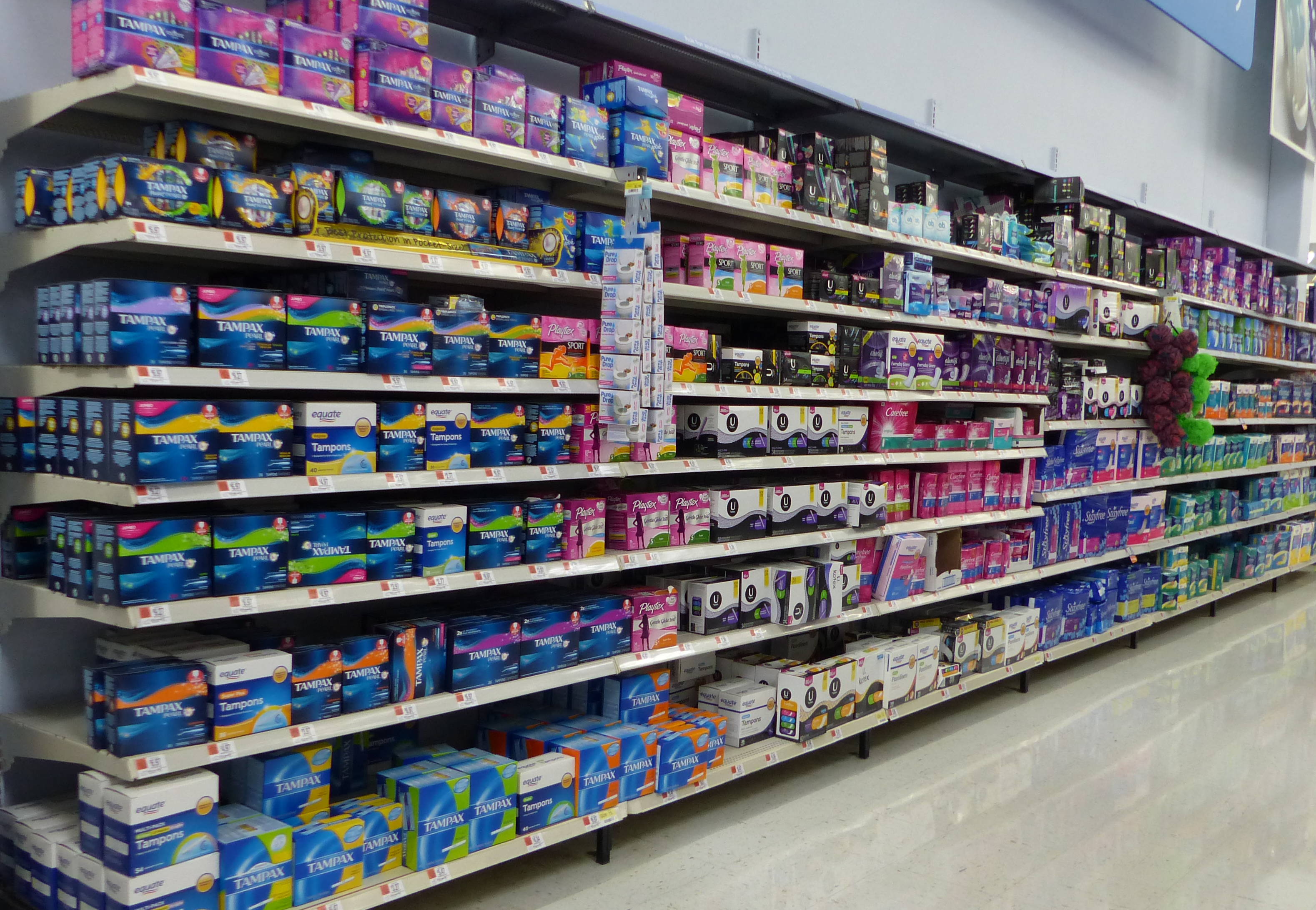
在許多國家，會針對女性生理用品課税

月經稅，又稱為衛生棉稅或衛生棉條稅，是指有關衛生棉條及其他女性生理用品的售價中包括有增值税或营业税，沒有像基本生活用品一樣享有較低的稅率。支持女性生理用品免稅的人士認為衛生棉條、衛生棉、月经杯等和女性月經有關的用品是女性基本不可或缺的必需品，應該要免税。「月經稅」或「衛生棉稅」的名稱會誤以為是針對女性生理用品徵收的特別稅，不過月經稅是女性因為生理用品的偏高稅率而產生的額外開銷。也有些人會用「月經稅」來描述女性因著女性生理用品而有的支出（包括生理用品的費用以及稅捐）。
提議者認為配合月經週期使用的女性生理用品應該劃分為免税必需品，就像雜貨以及個人醫療用品一樣。 BBC估計每一位女性均有30年的時間內，每個月會有一週需要用到女性生理用品。营业税政策可能會隨各國而不同，不過一般而言，女性生理用品的稅率一般會和非必需品相同，像美國即為此例。也有些國家（例如英國及愛爾蘭）降低（或免除）其女性生理用品的消费税。當問到哪一項男性用品應當有對應女性生理用品的待遇時，提議者認為沒有任何男性用品（包括避孕套）應該有像女性生理用品相冋免稅待遇，因為月經是自然生理現象，而且「女性生理用品不是可有可無的用品」。因為女性生理用品的主要消費者是女性，購買支出的上昇也視為是對女性的歧視。
自從2004年開始，許多國家已廢止或是減少衛生棉條等女性生理用品的營業稅，例如肯亞、加拿大、印度、哥倫比亞、澳洲、德國及印度。台灣也有類似的提議。

## 各國的相關稅法修正
以下是一些國家針對女性生理用品的稅法或是修正：
- 德國的生理用品稅率自2020年1月1日起，由19%（奢侈品的稅率）降為7%（生活必需品的稅率）[11][12]。一般認為是稅制朝向不歧視女性調整的一步，像法國、西班牙、葡萄牙及荷蘭等國，有些計劃調整相關稅率，也有些已經降低稅率[11]。
- 澳洲在相關運動推動18年之後，所有州和地區都明確同意女性衛生產品不需課徵商品及服務稅，在2019年1月1日取消了衛生棉條及護墊的10%稅金[7][13]。
- 哥倫比亞的憲法法院基於性別平等的基礎，在2018年11月14日一致裁定免除衛生棉條及護墊的5%稅率[14]。
- 馬來西亞在2018年取消了女性衛生產品的課稅[15]。
- 印度在2018年取消了12%的女性衛生產品稅率[16]，這是倡議團體遊說了一年，甚至舉行過多次活動後的成果[17]。印度演員阿克夏·庫馬在電影《護墊俠》中飾演男主角，也就是推動廉價衛生棉製造機器的阿魯納恰拉姆·穆魯根南特姆，喚起了大家對於Niine Movement對抗月經禁忌的關注[18]。
- 愛爾蘭不對棉條，內褲襯裡和衛生綿徵收增值稅，是唯一一個歐盟國家針對此類用品零稅率的國家[11]。其他歐盟國家禁止實施0%的加值稅，愛爾蘭的相關法令因為年代較早，成為不受限制的祖父條款[7]。
- 加拿大由於上千人簽署了線上請願書，在2015年年中取消了衛生棉條的營業稅[5]。
- 肯亞在2004年取消女性衛生產品的營業稅，是第一個取消月經稅的國家[19]。
- 臺灣在2021年10月8日，立法院一讀通過「加值型及非加值型營業稅法第八條條文修正草案」主張衛生棉、棉條等生理用品免稅[來源請求][20][21]。
- 2021年11月25日，蘇格蘭正式通過生理用品免費法案，成為世界第一個立法提供免費生理用品的國家[來源請求]。

### 英國
英國自從1973年加入欧洲经济共同体時，就徵收了女性生理用品的加值稅。2000年時由於国会议员Dawn Primarolo的遊說，女性生理用品的稅率降到5%，Dawn Primarolo提到稅率降低是「和公平有關的，而且針對必需品費用的降低，作我們可以做的。」。5%的稅率是當時欧洲联盟加值稅法中最低的稅率。英國獨立黨在2015年英國大選時提出議題，承諾退出歐盟，並且允許零稅率。總理戴维·卡梅伦提到，月經稅相關的運動是「維時已久」的議題，也是歐盟內部複雜的議題。在英國，每十個年齡在14歲到21歲的女性，就有一名無法負擔女性生理用品的相關支出。
勞拉·科里頓推動了「別再對月經課稅，到此為止」（Stop taxing periods, period）運動以及線上投票，目的是希望歐盟可以免除女性生理用品的加值稅。財政大臣歐思邦在2015年的秋季演說中承諾要廢除歐盟層級的月經稅。請願平台的負責人認為此運動是懒人行动主义的成功例子，有超過32萬份簽名的支持。議會在2016年三月立法取消女性生理用品的加值稅，法案預計會在2018年4月生效，但沒有如期生效。許多英國女性公開為止抗議，並且展示其月經的血漬
。2018年10月3日歐洲議會通過了新的歐盟加值稅法案，允許英國停徵女性生理用品的加值稅，此法案最早會在2022年1月才可能生效。

### 美國

美國在2019年6月時各州月經稅的情形
有針對生理用品課稅
沒有針對生理用品課稅
沒有州定的營業稅

美國幾乎每一個州都會對「有形的個人資產」課加值稅，但必需品（像雜貨、处方、義肢及農業用品，有時也包括衣物）免稅，各州的各稅項目不同，大部份的州都有對女性的護墊及衛生棉條課加值稅，有五個州沒有州定的營業稅（阿拉斯加州、德拉瓦州、蒙大拿州、新罕布什夏州和俄勒岡州），到2019年6月為止，有12個州將女性生理用品列為必需品：俄亥俄州、加州、康涅狄格州、佛羅里達州、伊利諾州、馬里蘭州、麻薩諸塞州、明尼蘇達州、紐澤西州、紐約州、內華達州、賓夕法尼亞州及羅德島。加州在2019年的預算中沒有對女性生理用品徵稅，但只為期兩年，另外有七個州開始規劃類似的法案，最近的有內布拉斯加州，維吉尼亞州，亞利桑那州和猶他州。
雖然有些分類將女性生理用品歸類為醫療用品，但是有許多聯邦計劃（例如SNAP 美國補充營養協助計畫，以及針對女性、嬰兒及兒童的WIC計劃）不允許將這些計劃經費用在女性生理用品上。IRS（美國國稅局）就沒有將女性生理用品歸類為醫療用品，因此女性無法以免稅的金額購買這些用品，也無法靈活的運用支出補助以及健康儲蓄補助。
在女性生理用品的稅率上已有一些改變，不過大部份的改變都只是州或是都市的層級。一些較小規模的城市已經消除了女性生理用品的課稅（例如丹佛市）。

### 加拿大
加拿大政府在2015年1月表示女性生理用品是不可少的必需品，因此終止了所有女性生理用品的消費稅。加拿大政府後來的討論是在工作場所是否需要免費提供女性生理用品。加拿大政府已在《加拿大公報》（Canadian Gazette）上發佈了意向通知，請大眾針對在聯邦監管的工作場所是否要提供女性生理用品一事表示意見，利益相關者及加拿大人在2019年7月2日後即可表示意見。在工作場所提供免費女性生理用品希望可以促進健康，提昇工作生產力，並減少月經期間的恥辱感。根據加拿大勞工法的第二部份，雇主需要提供厠所用紙、肥皂、溫水以及乾手機讓員工使用。需要女性生理用品的員工約佔聯邦員工的40%，因此購買女性生理用品的經濟成本需要由這些人負擔，造成經濟上的壓力，增加必需的女性生理用品可以讓工作場所比較平等，也對收入較低的員工有幫助。
加拿大聯邦政府2015年5月28日投票通過取消女性生理用品的消費稅，此消費稅最後是在2015年7月1日終止，這是受到網路上加拿大月經組織（Canadian Menstruators）發起的線上請願所影響的，有上千名加拿大人簽名，提交給在沃太華的加拿大聯邦政府。
評論家指出依照加拿大關稅法，女性生理用品仍需要收取關稅。

## 外部連結
- Menstrual equity at school （页面存档备份，存于） at The Washington Post
- 妳繳了多少月經稅？月經貧窮與世界稅率 （页面存档备份，存于）